# Philippe Bernat-Salles
Philippe Bernat-Salles (Pau, 17 febbraio 1970) è un ex rugbista a 15 e commentatore televisivo francese, tre quarti ala della Francia finalista alla Coppa del Mondo di rugby 1999 e  attualmente collaboratore di Canal+ per i servizi sportivi.

## Biografia
Esordiente in campionato con il Pau, ebbe un breve intermezzo al Bordeaux-Bègles prima di tornare al club pirenaico, dove vinse una Coppa di Francia nel 1997.
Debuttò in Nazionale nel corso del test di fine anno del 1992 contro l'Argentina e prese parte a tutti tornei del Cinque e Sei Nazioni dal 1993 al 2001 a eccezione del 1997.
Vinse il Cinque Nazioni 1998 con il Grande Slam e fece parte della squadra che, alla Coppa del Mondo di rugby 1999 in Galles, giunse fino alla finale, perdendo poi contro l'Australia.
Passato al Biarritz, si laureò con esso campione di Francia del 2002, un anno dopo avere disputato il suo ultimo incontro internazionale, nel Sei Nazioni 2001 contro l'Inghilterra.
Lasciato il club basco nel 2005, trascorse una stagione nel Capbreton, club di quarta divisione francese.
Dopo il ritiro ha iniziato la collaborazione con Canal + per i cui programmi sportivi commenta gli incontri di rugby.
Appassionato di automobilismo, ha annunciato la sua partecipazione al Rally Dakar del 2009, in partenza da Buenos Aires, in coppia con il suo ex compagno di Nazionale Christian Califano.

## Palmarès
- Campionati francesi: 1
Biarritz: 2001-02
- Coppe di Francia: 2
Pau: 1996-97
Biarritz: 1999-2000